# 윤초

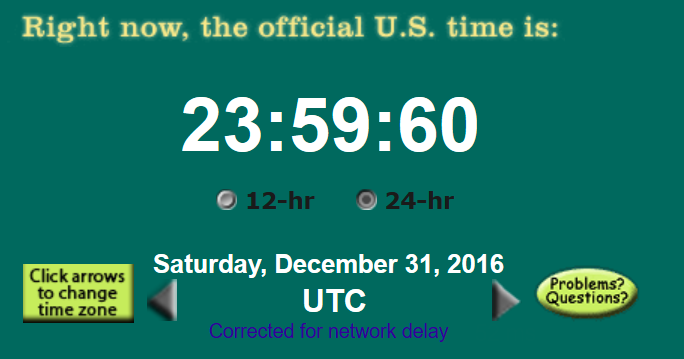
2016년 12월 31일 윤초가 적용될 때 time.gov의 UTC 시계 스크린샷.

윤초(閏秒, Leap second)는 협정 세계시(UTC)에 간헐적으로 적용되는 1초의 조정으로, 정확한 시간(원자 시계로 측정되는 국제원자시(TAI))과 지구 자전의 불규칙성 및 장기적인 감속으로 인해 변동하는 부정확한 관측 태양시(UT1) 사이의 차이를 보정하기 위해 끼워넣는 시간이다. 대부분의 국가에서 국제 시간 유지 및 상용시의 기준으로 널리 사용되는 UTC 시간 표준은 국제원자시인 TAI를 사용하므로, 필요에 따라 관측 태양시인 UT1에 맞춰 재설정하지 않으면 관측 태양시보다 앞서게 되는데, 윤초는 이러한 조정을 위하여 1972년에 도입되었다. 도입 이후 총 27개의 윤초가 UTC에 추가되었는데 가장 최근의 윤초는 2016년 12월 31일에 발생했다. 지금까지의 윤초는 모두 양의 윤초로 UTC의 일에 1초가 추가되었다. 음의 윤초가 필요할 수도 있지만 아직 발생하지는  않았다.
지구의 자전 속도는 기후 및 지질학적 사건에 따라 변동하기 때문에, UTC 윤초는 불규칙하게 간격을 두고 있어 예측할 수 없다.  UTC 윤초의 삽입은 일반적으로 국제 지구 자전 기준 좌표계국(IERS)에서 약 6개월 전에 결정되며, UTC와 UT1 판독값 사이의 차이가 0.9초를 초과하지 않도록 보장한다.
그런데  이러한 관행은 특히 21세기에서 정확한 타임스탬프 또는 시간이 매우 중요한 공정 제어에 따른 서비스에서 문제가 되는 것으로 입증되었다. 또한 모든 컴퓨터가 윤초에 맞춰 조정되는 것이 아니므로, 이들은 조정된 컴퓨터와 다른 시각을 표시하게 된다. 이로써 여러 표준 기관에서 오랜 논의 후, 2022년 11월 제27차 국제 도량형 총회에서 2035년 내에 윤초를 폐지하기로 결정했다.

## 역사

UT1과 UTC의 차이를 보여주는 그래프. 수직 선분은 윤초에 해당한다.

서기 약 140년경, 알렉산드리아의 천문학자 프톨레마이오스는 평균 태양일과 진태양일을 육십진법 소수점 이하 최소 6자리까지 세분했고, 현대의 초와는 전혀 다른 분점시와 계절시의 단순한 분수를 사용했다. 1000년경 알 비루니를 비롯한 무슬림 학자들은 평균 태양일을 24개의 균분시로 나누고, 각 시를 육십진법으로, 즉 분, 초, 삼, 사, 오 단위로 세분하여 평균 태양일의 1⁄60 of 1⁄60 of 1⁄24 = 1⁄86,400인 현대의 초를 만들었다. 이러한 정의에 따라, 초는 1874년 CGS 단위계에서 시간의 기본 단위로 제안되었다. 곧이어 사이먼 뉴컴 등은 지구의 자전 주기가 불규칙하게 변동한다는 것을 발견했고, 1952년 국제천문연맹(IAU)은 초를 항성년의 일부로 정의했다. 1955년, IAU는 태양년이 항성년보다 더 근본적이라고 보고, 초를 1900.0 평균 태양년의 1⁄31,556,925.975로 재정의했다. 1956년, 국제 도량형 위원회는 초의 정의를 위해 약간 더 정확한 값인 1⁄31,556,925.9747을 채택했고, 1960년에는 국제 도량형 총회에서 이를 채택하여 국제단위계(SI)의 일부가 되었다.
결국 이 정의도 정밀한 시간 측정에는 부적절하다는 것이 밝혀져, 1967년 SI 초는 세슘-133 원자가 바닥 상태의 두개의 초미세 수준 사이를 전이할 때 방출하는 복사선의 9,192,631,770 주기로 재정의되었다. 이 값은 당시 사용되던 천문학적 (천체력) 초와 1010분의 1 정확도로 일치했다. 또한 1750년에서 1892년 사이에 평균된 평균 태양일의 1⁄86,400에 가까웠다.
그러나 지난 몇 세기 동안 평균 태양일의 길이는 평균 시간에 따라 세기당 약 1.4~1.7 밀리초씩 증가해 왔다. 1961년에는 평균 태양일이 이미 86400 SI 초보다 1~2밀리초 길어졌다. 따라서 정확히 86400 SI 초마다 날짜를 변경하는 국제원자시(TAI)와 같은 시간 표준은 세계시(UT)와 같은 평균 태양일에 묶인 시간 표준보다 점점 앞서게 될 것이다.
1960년에 원자 시계를 기반으로 협정 세계시(UTC) 표준이 제정되자, 그 전까지 방송 시간 서비스의 기준이었던 UT와의 일치를 유지할 필요성이 느껴졌다. 1960년부터 1971년까지 UTC 원자 시계의 속도는 국제시간국 BIH에 의해 순수 원자 시간 척도에서 벗어나 UT2와 동기화되었는데, 이는 "고무 초"라고 알려진 관행이었다. UTC의 속도는 매년 초에 결정되었으며, 1960~1962년에는 원자 시간 속도에서 1010당 -150, 1962~63년에는 1010당 -130, 1964~65년에는 다시 1010당 -150, 1966~1971년에는 1010당 -300만큼 차이가 났다. 속도 변화와 함께 간헐적으로 0.1초 (1963년 이전에는 0.05초) 단계가 필요했다. 주파수가 주로 이동된 이 UTC 속도는 MSF, WWV, CHU 등 시간 방송국에서 방송되었다. 1966년 CCIR은 "단계적 원자 시간"(SAT)을 승인했는데, 이는 원자 초를 사용하여 0.2초의 더 빈번한 조정을 통해 UT2와 0.1초 이내로 유지하도록 했는데, 이는 속도 조정을 하지 않았기 때문이다. SAT는 WWVB 등 시간 방송국에서 방송되었다.
1972년에 윤초 체계가 도입되어 UTC 초가 표준 SI 초와 정확히 같도록 설정하면서도 UTC의 일자 시간의 변경 사항을 UT1과 동기화할 수 있게 되었다. 당시 UTC 시계는 이미 TAI보다 10초 뒤쳐져 있었는데, TAI는 1958년에 UT1과 동기화되었지만 그 이후로는 진정한 SI 초로 계산하고 있었다. 1972년 이후 두 시계는 SI 초로 진행하므로, 특정 시점에서 표시 차이는 10초에 그 시점까지 UTC에 적용된 총 윤초를 더한 값이다. 2025년 기준 현재 27개의 윤초가 UTC에 적용되어 차이는 10 + 27 = 37초이다. 가장 최근의 윤초는 2016년 12월 31일에 있었다.

## 논리

더 빠른 행성 자전으로 인한 짧은 날을 포함하여 SI 기반 일에서 날 길이의 편차.

윤초는 지구의 자전 속도가 불규칙하게 변하기 때문에 불규칙하게 간격을 둔다. 실제로 지구의 자전은 장기적으로 예측하기가 매우 어려워서 윤초가 6개월 전이 되어야만 발표되는 이유를 설명한다.
태양일 길이의 변화에 대한 수학적 모델은 F. 리처드 스테펜슨과 L. V. 모리슨이 개발했으며, 이는 기원전 700년부터 1623년까지의 식 기록, 1623년부터 1967년까지의 엄폐 망원경 관측, 그 이후의 원자 시계를 기반으로 한다. 이 모델은 평균 태양일이 세기당 1.70밀리초(±0.05밀리초)씩 꾸준히 증가하며, 약 4밀리초의 진폭과 약 1,500년의 주기를 가진 주기적 변화를 보인다. 지난 몇 세기 동안 평균 태양일의 길이 증가율은 세기당 약 1.4밀리초였으며, 이는 주기적 구성 요소와 전체 속도의 합이다.
지구 자전 속도 감소의 주된 원인은 조석 마찰이며, 이로써만  하루가 1세기당 2.3밀리초 늘어난다. 다른 기여 요인으로는 지구의 지각이 핵에 대해 움직이는 것, 맨틀 대류의 변화, 그 외 질량의 상당한 재분배를 일으키는 다른 사건이나 과정이 있다. 이러한 과정은 지구의 관성 모멘트를 변화시켜 각운동량 보존으로 인해 자전 속도에 영향을 미친다. 이러한 재분배 중 일부는 지구의 자전 속도를 증가시키고, 태양일을 단축하며, 조석 마찰에 반대한다. 예를 들어, 빙하 반발은 태양일을 세기당 0.6밀리초 단축하고 2004년 인도양 지진은 태양일을 2.68마이크로초 단축시킨 것으로 추정된다.
그러나 윤초를 지구 자전 속도 감소의 지표로 간주하는 것은 잘못이다. 윤초는 원자 시간과 지구 자전으로 측정된 시간 간의 누적된 차이를 나타낸다. 이 문단 상단의 그림은 1972년에 평균 일 길이가 약 86400.003초였고 2016년에는 약 86400.001초였음을 보여주며, 이는 해당 기간 동안 지구 자전 속도가 전반적으로 증가했음을 나타낸다. 해당 기간 동안 양의 윤초가 삽입된 이유는 지구 자전 속도의 감소 때문이 아니라, 연평균 일 길이가 86400 SI 초보다 길었기 때문이다.
2021년에는 지구가 2020년에 더 빠르게 자전했으며, 1960년 이후 28일 중 가장 짧은 날을 경험했는데, 각 날은 86399.999초 미만이었다고 보고되었다. 이로 인해 전 세계 엔지니어들은 음의 윤초 및 윤초를 없앨 수 있는 기타 시간 측정 조치에 대해 논의했다. 기록상 가장 짧은 날은 2022년 6월 29일로, 24시간보다 1.59밀리초 짧았다. 2024년 네이처에 발표된 논문에서 스크립스 해양 연구소의 던컨 애그뉴는 빙모 융해 증가로 인한 물이 적도로 이동하여 자전 속도가 다시 느려질 것이라고 예측한다.

## 절차
| 년도           | 6월 30일 | 12월 31일 |
| -------------- | -------- | --------- |
| 1972           | +1       | +1        |
| 1973           | 0        | +1        |
| 1974           | 0        | +1        |
| 1975           | 0        | +1        |
| 1976           | 0        | +1        |
| 1977           | 0        | +1        |
| 1978           | 0        | +1        |
| 1979           | 0        | +1        |
| 1980           | 0        | 0         |
| 1981           | +1       | 0         |
| 1982           | +1       | 0         |
| 1983           | +1       | 0         |
| 1984           | 0        | 0         |
| 1985           | +1       | 0         |
| 1986           | 0        | 0         |
| 1987           | 0        | +1        |
| 1988           | 0        | 0         |
| 1989           | 0        | +1        |
| 1990           | 0        | +1        |
| 1991           | 0        | 0         |
| 1992           | +1       | 0         |
| 1993           | +1       | 0         |
| 1994           | +1       | 0         |
| 1995           | 0        | +1        |
| 1996           | 0        | 0         |
| 1997           | +1       | 0         |
| 1998           | 0        | +1        |
| 1999           | 0        | 0         |
| 2000           | 0        | 0         |
| 2001           | 0        | 0         |
| 2002           | 0        | 0         |
| 2003           | 0        | 0         |
| 2004           | 0        | 0         |
| 2005           | 0        | +1        |
| 2006           | 0        | 0         |
| 2007           | 0        | 0         |
| 2008           | 0        | +1        |
| 2009           | 0        | 0         |
| 2010           | 0        | 0         |
| 2011           | 0        | 0         |
| 2012           | +1       | 0         |
| 2013           | 0        | 0         |
| 2014           | 0        | 0         |
| 2015           | +1       | 0         |
| 2016           | 0        | +1        |
| 2017           | 0        | 0         |
| 2018           | 0        | 0         |
| 2019           | 0        | 0         |
| 2020           | 0        | 0         |
| 2021           | 0        | 0         |
| 2022           | 0        | 0         |
| 2023           | 0        | 0         |
| 2024           | 0        | 0         |
| 2025           | 0        | 0         |
| 년도           | 6월 30일 | 12월 31일 |
| 합계           | 11       | 16        |
| 합계           | 27       |           |
| 현재 TAI − UTC |          |           |
| 37             |          |           |

윤초의 추가 기준은 처음에는 국제 시각국(BIH)에 위임되었으나, 1988년 1월 1일부로 국제 지구 자전 및 기준 좌표계국(IERS)으로 넘어갔다. IERS는 일반적으로 UTC와 UT1의 차이가 0.6초에 가까워질 때마다 윤초를 적용하기로 결정하며, 이는 UTC와 UT1의 차이가 0.9초를 초과하지 않도록 하기 위함이다.
UTC 표준은 윤초를 임의의 UTC 월 말에 적용할 수 있도록 허용하며, 6월과 12월을 우선하고 3월과 9월을 그 다음으로 선호한다. 2025년 기준, 모든 윤초는 6월 30일 또는 12월 31일 말에 삽입되었다. IERS는 윤초가 발생하든 안 하든 "Bulletin C"에 매 6개월마다 발표한다. 이러한 발표는 각 가능한 윤초 날짜보다 훨씬 일찍, 일반적으로 6월 30일의 경우 1월 초, 12월 31일의 경우 7월 초에 발표된다. 일부 시간 신호 방송은 임박한 윤초를 음성으로 안내한다.
1972년부터 2020년까지 윤초는 평균 약 21개월마다 한 번 삽입되었다. 그러나 간격은 매우 불규칙하고 겉보기에는 증가하고 있다. 1999년 1월 1일부터 2004년 12월 31일까지 6년 동안 윤초가 없었지만, 1972년부터 1979년까지 8년 동안 9개의 윤초가 있었다. 윤초가 도입된 이래로 1972년은 기록상 가장 긴 해였으며, 366일 중 364일은 86,400초, 2일은 86,401초로 총 31,622,402초였다.
2월 28일 23:59:59 현지 시간 이후에 시작되는 윤일과는 달리, UTC 윤초는 전 세계적으로 동시에 발생한다. 예를 들어, 2005년 12월 31일 23:59:60 UTC의 윤초는 미국 동부 표준시로는 2005년 12월 31일 18:59:60(오후 6:59:60)이었고, 일본 표준시로는 2006년 1월 1일 08:59:60(오전)이었다.
삽입이 결정 되면 양의 윤초는 선택된 UTC 날짜의 23:59:59초와 다음 날짜의 00:00:00초 사이에 삽입된다. UTC 정의는 12월과 6월의 마지막 날을 선호하며, 3월과 9월의 마지막 날을 두 번째로 선호하고, 다른 달의 마지막 날을 세 번째로 선호한다고 명시한다. 모든 윤초(2019년 현재)는 6월 30일 또는 12월 31일에 예정되어 있었다. 추가된 1초는 UTC 시계에 23:59:60으로 표시된다. UTC에 맞춰 현지 시간을 표시하는 시계에서는 현지 시간대에 따라 윤초가 다른 시간(또는 30분 또는 15분)의 끝에 삽입될 수 있다. 음의 윤초는 선택된 달의 마지막 날의 23:59:59초를 삭제하여 해당 날짜의 23:59:58초 다음이 바로 다음 날짜의 00:00:00초가 되도록 한다. 윤초가 도입된 이래로 평균 태양일은 원자 시간을 아주 짧은 기간 동안만 앞질렀으며, 음의 윤초는 일어나지 않았다.
최근 지구 자전 속도의 변화로 인해 2035년 윤초 폐지 이전에 음의 윤초가 필요할 가능성이 높아졌다.

## 장래
TAI와 UT1 시간 척도는 정확하게 정의되어 있다. 전자는 원자 시계로 정의되어 지구 자전과 무관하며, 후자는 실제 행성 자전과 그리니치의 태양 시간을 측정하는 천문 관측으로 정의된다. UTC(일반적으로 상용시의 기준)는 원자 초를 기반으로 하지만 윤초로 주기적으로 재설정되어 UT1과 일치하도록 하는 절충안이다.
UTC 윤초의 불규칙성과 예측 불가능성은 여러 분야, 특히 컴퓨팅에 문제가 된다(아래 참조). 공정 자동화 및 고빈도 매매와 같은 시스템에서 타임스탬프 정확도에 대한 요구 사항이 증가함에 따라 여러 가지 문제가 발생하고 있다. 따라서 오랜 기간 지속된 윤초 삽입 관행은 관련 국제 표준 기관의 검토를 받고 있다.

### 폐지의 제안
2005년 7월 5일, IERS 지구 자전 센터장은 IERS Bulletin C 및 D 구독자에게 ITU-R 연구반 7 WP7-A에 제출된 미국 제안에 대한 의견을 요청하는 통지를 보냈다. 이 제안은 2008년 이전에 UTC 방송 표준에서 윤초를 제거하자는 것이었다(ITU-R은 UTC의 정의를 담당한다). 이 제안은 2005년 11월에 검토될 예정이었으나, 논의는 이후 연기되었다. 제안에 따르면, 윤초는 형식적으로 윤시로 대체될 예정이며, 이는 몇몇 ITU-R 회원국에서 민간 시간이 천문학적으로 태양에 묶여야 한다는 법적 요구 사항을 충족하기 위한 시도이다.
이 제안에 대해 여러 반대가 제기되었다. 천문력 설명 부록의 편집자인 P. 케네스 자이델만은 제안에 대한 일관된 공개 정보와 적절한 정당성이 부족하다고 한탄하는 편지를 썼다. 사이언스 뉴스의 기명 논평에서 캘리포니아 대학교 샌타크루즈의 스티브 앨런은 이 과정이 천문학자에게 큰 영향을 미친다고 말했다.
2014년 국제전파과학연맹(URSI) 총회에서 미국 해군 천문대 시간 서비스 최고 과학자인 데메트리오스 마차키스(Demetrios Matsakis)는 재정의에 찬성하는 논리와 반대 주장에 대한 반박을 발표했다. 그는 윤초가 시간을 뒤로 가게 만드는 사실을 소프트웨어 프로그래머들이 허용하기에는 사실상 불가능하다는 점, 특히 대부분의 프로그래머가 윤초의 존재조차 모른다는 점을 강조했다. 윤초가 항해에 위험이 될 가능성과 상업에 미치는 영향도 제시되었다.
미국은 국립전기통신정보관리국과 일반 대중의 의견을 수렴한 연방 통신 위원회(FCC)의 조언을 바탕으로 이 문제에 대한 입장을 정했다. 이 입장은 재정의에 찬성하는 것이다.
2011년 베이징 글로벌 정보 응용 및 탐사 센터의 한춘하오는 2012년 1월 투표에서 중국이 어떤 결정을 내릴지 아직 결정하지 않았지만, 일부 중국 학자는 중국 전통 때문에 민간 시간과 천문 시간을 연결하는 것이 중요하다고 생각한다고 말했다. 2012년 투표는 결국 연기되었다. ITU/BIPM이 후원하는 윤초 워크숍에서 한춘하오는 윤초 폐지에 개인적으로 찬성한다는 입장을 밝혔고, 2014년 URSI 총회에서도 다른 중국 시간 측정 과학자와 함께 재정의에 대한 유사한 지지를 다시 표명했다.
2015년 2월 10일 아시아 태평양 전기통신 공동체 특별 회의에서 한춘하오는 중국이 이제 미래 윤초 폐지를 지지하며, 다른 발표국 대표(호주, 일본, 대한민국)도 마찬가지라고 밝혔다. 이 회의에서 브루스 워링턴(NMI, 호주)과 이와마 쓰카사(NICT, 일본)는 윤초가 근무 시간 중에 발생하여 해당 지역의 금융 시장에 특별한 우려를 표명했다. 2015년 3월/4월 CPM15-2 회의 이후 초안은 WRC-15가 WRC-12의 결의 653을 충족하는 데 사용할 수 있는 4가지 방법을 제시한다.
제안에 대한 반대 의견으로는 이러한 대규모 변경의 알 수 없는 비용과 세계시가 더 이상 평균 태양시와 일치하지 않게 된다는 사실이 있다. 또한 윤초를 따르지 않는 두 가지 시간 척도, 즉 국제원자시(TAI)와 GPS 시간이 이미 사용 가능하다는 점이 답변되었다. 예를 들어, 컴퓨터는 이를 사용하여 필요한 경우 UTC 또는 현지 민간 시간으로 변환하여 출력할 수 있다. 저렴한 GPS 시간 수신기는 쉽게 구할 수 있으며, 위성 방송에는 GPS 시간을 UTC로 변환하는 데 필요한 정보가 포함되어 있다. TAI는 항상 GPS 시간보다 정확히 19초 앞서므로 GPS 시간을 TAI로 변환하는 것도 쉽다. GPS 시간을 기반으로 하는 시스템의 예로는 IS-95 및 CDMA2000과 같은 CDMA 디지털 셀룰러 시스템이 있다. 일반적으로 컴퓨터 시스템은 UTC를 사용하며 네트워크 타임 프로토콜(NTP)을 사용하여 시계를 동기화한다. 윤초로 인한 중단을 용납할 수 없는 시스템은 TAI를 기반으로 시간을 사용하고 정밀 시각 프로토콜을 사용할 수 있다. 그러나 BIPM은 이러한 시간 척도의 확산이 혼란을 초래한다고 지적했다.
2007년 9월 텍사스, 포트워스에서 열린 민간 GPS 서비스 인터페이스 위원회 제47차 회의에서 윤초 중단을 위한 우편 투표가 진행될 것이라고 발표되었다. 투표 계획은 다음과 같았다.
- 2008년 4월: ITU 실무단 7A는 윤초 중단에 대한 프로젝트 권고안을 ITU 연구단 7에 제출할 예정
- 2008년 중 연구단 7은 회원국 간에 우편 투표를 실시할 예정
- 2011년 10월: ITU-R은 2012년 1월 제네바 회의 준비를 위해 'ITU-R의 협정 세계시(UTC) 연구 현황'이라는 현황 보고서를 발표했다. 이 보고서는 UN 기관의 2010년 및 2011년 웹 기반 설문조사에서 해당 주제에 대한 의견을 요청한 결과, 현재까지 192개 회원국 중 16개국으로부터 답변을 받았으며, "13개국은 변경에 찬성하고 3개국은 반대했다"고 밝혔다.[54]
- 2012년 1월: ITU가 결정한다.

2012년 1월, ITU는 이 계획에 따라 찬성 또는 반대 결정을 내리지 않고 2015년 11월 세계 전파 통신 회의로 윤초에 대한 결정을 연기하기로 결정했다. 이 회의에서, 2023년 다음 회의에서 추가 연구 및 고려를 기다리는 동안 윤초를 계속 사용하기로 다시 결정되었다.
2014년 10월, 민간 GPS 인터페이스 서비스 위원회 타이밍 소위원장 및 ESA 항해 프로그램 이사회 위원인 브워지미에시 레반도프스키(Włodzimierz Lewandowski)는 재정의를 지지하고 윤초를 "항해에 위험"으로 묘사하는 CGSIC 승인 결의안을 ITU에 제출했다.
제안된 변경에 대한 반대 의견 중 일부는 지지자 사이에서 다루어졌다. 예를 들어, 국제 도량형국(BIPM)의 시간, 주파수 및 중력 측정 부서 책임자로서 UTC 생성을 담당했던 펠리시타스 아리아스(Felicitas Arias)는 보도 자료에서 60-90년마다 약 1분 정도의 편차는 진태양시와 평균 태양시 사이의 연간 16분 변동, 일광 시간 사용으로 인한 1시간 오프셋, 그리고 특정 지리적으로 매우 큰 시간대에서 발생하는 몇 시간 오프셋과 비교될 수 있다고 언급했다.
윤초의 대안으로 제안된 것은 수백 년에 한 번만 변경이 필요한 윤시, 그리고 반세기에 한 번 변경이 필요한 윤분이다.
2022년 11월 18일, 국제 도량형 총회(CGPM)는 2035년까지 윤초를 폐지하기로 결정했다. 원자 시계와 천문학적 시간 사이의 차이는 아직 결정되지 않은 더 큰 값으로 증가하도록 허용될 것이다. 제안된 가능한 미래 조치는 불일치가 최대 분 단위로 증가하도록 허용하는 것으로, 이는 50년에서 100년이 걸릴 것이며, 그 다음 날의 마지막 분이 "일종의 혼란" 없이 2분이 소요될 것이다. 2035년이 윤초 폐지 시점으로 선택된 것은 러시아가 2040년까지 기한을 연장해달라는 요청을 고려한 것으로, 미국의 글로벌 내비게이션 위성 시스템, 즉 GPS는 윤초에 따라 시간을 조정하지 않는 반면, 러시아의 시스템인 GLONASS는 윤초에 따라 시간을 조정하기 때문이다.
2023년 11월 20일부터 12월 15일까지 두바이(아랍에미리트)에서 개최된 ITU 세계 전파 통신 회의 2023(WRC-23)은 2035년 또는 그 이전에 (UT1-UTC) 차이의 최대값을 늘리기로 결정한 제27차 CGPM(2022)의 결의 4를 공식적으로 인정했다.

## 문제점

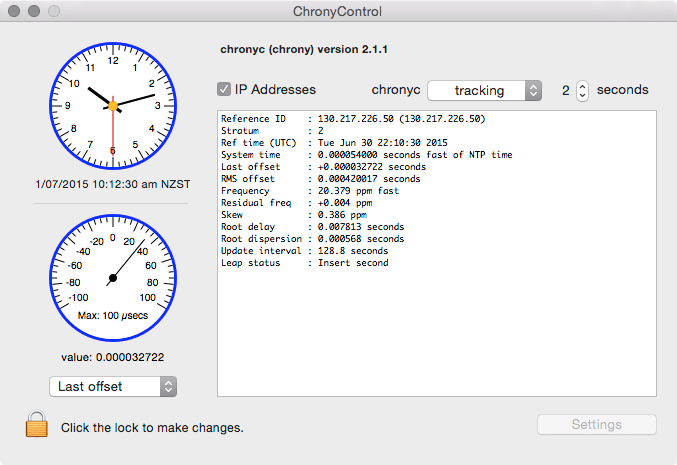
2015년 6월 30일 NTP에 따른 윤초 삽입 발표를 보여주는 ChronyControl 온 macOS의 스크린샷.

### 시차 및 시간 차이 계산
주어진 두 UTC 날짜 사이의 경과 시간을 초 단위로 계산하려면 윤초 표를 참조해야 하며, 새로운 윤초가 발표될 때마다 이 표를 업데이트해야 한다. 윤초는 6개월 전에만 알 수 있으므로, 미래의 UTC 날짜에 대한 시간 간격은 계산할 수 없다.

### 발표의 누락
BIPM은 윤초를 6개월 전에 발표하지만, 대부분의 시간 분배 시스템(SNTP, IRIG-B, PTP)은 윤초를 최대 12시간 전에 발표하며, 때로는 마지막 1분 전에만 발표하기도 하고, 심지어 전혀 발표하지 않는 경우도 있다(DNP3).

### 구현의 차이
모든 시계가 윤초를 동일한 방식으로 구현하는 것은 아니다. 유닉스 시간의 윤초는 일반적으로 23:59:59를 반복하거나 23:59:60 타임스탬프를 추가하여 구현된다. 네트워크 타임 프로토콜(NTP)은 윤초 동안 시간을 정지시키고, 일부 시간 서버는 "알람 상태"를 선언한다. 다른 방식은 윤초 근처에서 시간을 '스미어링'하여 변화의 초를 더 긴 기간에 걸쳐 분산시킨다. 이는 시간의 실질적인(현대 표준에 따르면) 단계로 인한 부정적인 영향을 피하기 위함이다. 이러한 접근 방식은 윤초 스미어링이 표준화되어 있지 않고 여러 다른 방식이 실제로 사용되기 때문에 시스템 간의 차이를 초래했다.

### 표현의 문제
윤초의 텍스트 표현은 BIPM에서 "23:59:60"으로 정의한다. 이 형식을 알지 못하는 프로그램은 이러한 입력을 처리할 때 오류를 보고할 수 있다.

### 이진수 표현
대부분의 컴퓨터 운영 체제와 대부분의 시간 분배 시스템은 임의의 기원 (예: POSIX 시스템에서는 1970-01-01 00:00:00, NTP에서는 1900-01-01 00:00:00) 이후 경과된 초의 수를 나타내는 이진 카운터로 시간을 표현한다. 이 카운터는 양의 윤초를 계산하지 않으며, 윤초가 삽입되었다는 표시도 없으므로 두 개의 연속된 초가 동일한 카운터 값을 가질 수 있다. 일부 컴퓨터 운영 체제, 특히 리눅스는 윤초에 이전 초인 23:59:59초의 카운터 값을 할당하는 반면(59–59–0 시퀀스), 다른 컴퓨터(및 IRIG-B 시간 분배)는 윤초에 다음 초인 00:00:00초의 카운터 값을 할당한다(59–0–0 시퀀스). 이 시퀀스를 규정하는 표준이 없기 때문에 정확히 같은 시간에 샘플링된 값의 타임스탬프는 1초 정도 차이가 날 수 있다. 이는 타임스탬프된 값에 의존하는 시간 임계 시스템의 버그를 설명할 수 있다.

### 기타
여러 모델의 위성 항법 수신기에 윤초와 관련된 소프트웨어 결함이 있었다.
- 일부 구형 모토로라 온코어(Motorola Oncore) VP, UT, GT, M12 GPS 수신기는 256주 동안 윤초가 예정되어 있지 않으면 단일 타임스탬프가 하루 차이 나는 소프트웨어 버그가 있었다. 2003년 11월 28일에 이러한 현상이 발생했다. 자정, 이 펌웨어를 가진 수신기는 2003년 11월 29일을 1초 동안 보고한 다음 2003년 11월 28일로 돌아왔다.[67][68]
- 구형 Trimble GPS 수신기는 다음 윤초 삽입 시간이 방송되기 시작하자마자 (실제 윤초보다 몇 달 앞서) 윤초를 삽입하는 소프트웨어 결함이 있었으며, 실제 윤초가 발생하기를 기다리지 않았다. 이로 인해 수신기의 시간이 그 사이에 1초 정도 어긋났다.[69][70]
- 구형 Datum/Symmetricom TymServe 2100 GPS 수신기는 윤초 통지를 받으면 즉시 윤초를 적용하며, 올바른 날짜를 기다리지 않는다. 제조사는 더 이상 이 모델을 지원하지 않으며, 수정된 소프트웨어도 제공되지 않는다. 해결 방법이 설명되고 테스트되었지만, GPS 시스템이 통지를 재방송하거나 장치가 꺼지면 문제가 다시 발생할 것이다.[71]
- 베이더우 위성에서 데이터를 사용하는 네 가지 브랜드의 항법 수신기가 윤초를 하루 일찍 구현하는 것으로 밝혀졌다.[72] 이는 베이더우 프로토콜이 요일을 번호 매기는 방식과 관련된 버그 때문으로 추적되었다.

여러 소프트웨어 공급업체가 윤초 개념과 제대로 작동하지 않는 소프트웨어를 배포했다.
- NTP는 윤초가 임박했음을 수신기에 알리는 플래그를 지정한다. 그러나 일부 NTP 서버 구현은 윤초 플래그를 올바르게 설정하지 못했다.[73][74][75][76] 일부 NTP 서버는 윤초 삽입 후 최대 하루 동안 잘못된 시간으로 응답했다.[77]
- 2012년 6월 30일에 발생한 윤초 이후, 여러 기관에서 소프트웨어 결함으로 인한 문제를 보고했다. 문제가 보고된 사이트 중에는 레딧(Apache Cassandra), 모질라(하둡),[78] 콴타스 항공,[79] 그리고 리눅스를 실행하는 여러 사이트가 포함되었다.[80]
- 2015년 윤초에 대한 홍보에도 불구하고, 일부 라우터의 윤초 관련 소프트웨어 오류로 인해 소수의 네트워크 장애가 발생했다.[81] 구형 시스코 시스템즈 넥서스 5000 시리즈 운영 체제 NX-OS(버전 5.0, 5.1, 5.2)의 여러 버전이 윤초 버그의 영향을 받는다.[82]

일부 기업과 서비스 제공업체는 윤초 관련 소프트웨어 버그로 인해 영향을 받았다.
- 2015년 트위터, 인스타그램, 핀터레스트, 넷플릭스, 아마존, 애플의 음악 스트리밍 서비스 비츠 1에서 중단이 발생했다.[83]
- 리눅스의 윤초 소프트웨어 버그는 2015년 콴타스 항공과 버진 오스트레일리아가 사용하는 아마데우스 알테아 항공사 예약 시스템에 영향을 미쳤다고 보고되었다.[84]
- 클라우드플레어는 윤초 소프트웨어 버그의 영향을 받았다. DNS 리졸버 구현은 Go 프로그래밍 언어의 time.Now() 함수에서 얻은 두 타임스탬프를 뺄 때 음수를 잘못 계산했는데, 이 함수는 당시 실시간 시계 소스만 사용했다.[85] 이는 모노토닉 클록 소스를 사용하여 피할 수 있었으며, 이후 Go 1.9에 추가되었다.[86]
- 뉴욕 증권거래소를 포함한 7개 청산소 및 11개 증권거래소의 모회사인 인터콘티넨털 익스체인지는 2015년 6월 30일 윤초 시점에 61분 동안 운영을 중단하기로 결정했다.[87]

2016년 12월 31일에 발생하는 수확기 GPS 내비게이션을 사용하는 농업 장비가 2016년 윤초의 영향을 받을 것이라는 잘못된 우려가 있었다. GPS 내비게이션은 윤초의 영향을 받지 않는 GPS 시간을 사용한다.
소프트웨어 오류로 인해 NavStar GPS 시스템에서 방송되는 UTC 시간은 2016년 1월 25~26일에 약 13마이크로초 정도 틀렸다.

## 해결책
가장 확실한 해결책은 모든 운영 목적으로 TAI 척도를 사용하고 인간이 읽을 수 있는 텍스트를 위해 UTC로 변환하는 것이다. UTC는 적절한 윤초 표를 사용하여 TAI에서 항상 파생될 수 있다. SMPTE 비디오/오디오 산업 표준 기관은 미디어의 타임스탬프를 파생하기 위해 TAI를 선택했다.
IEC/IEEE 60802(시간 민감 네트워크)는 모든 작업에 TAI를 지정한다. 전력망 자동화는 전력망에서 이벤트의 전역 배포를 위해 TAI로 전환할 계획이다. 블루투스 메시 네트워킹도 TAI를 사용한다.
구글 서버는 하루의 끝에 윤초를 삽입하는 대신, 윤초를 중심으로 24시간 동안 초를 약간 늘리는 "윤초 스미어링"을 구현한다. 아마존은 2015년 6월 30일 윤초 도입을 위해 유사하지만 약간 다른 패턴을 따랐고, 이로 인해 시간 척도의 확산이 또 다른 사례로 이어졌다. 그들은 나중에 윤초 스미어링을 수행하는 EC2 인스턴스용 NTP 서비스를 출시했다. UTC-SLS는 선형 윤초 스미어링이 적용된 UTC 버전으로 제안되었지만 표준이 되지는 못했다.
실시간 전송 프로토콜을 사용하는 미디어 클라이언트는 윤초 및 그 이전 초 동안 NTP 타임스탬프 생성을 억제하거나 사용하지 않도록 제안되었다.
NIST는 UTC 대신 UT1을 제공하는 특수 NTP 시간 서버를 구축했다. 이러한 서버는 ITU 결의안이 통과되어 윤초가 더 이상 삽입되지 않을 경우 특히 유용할 것이다. UT1을 필요로 하는 천문대 및 기타 사용자들은 UT1을 사용할 수 있지만, 많은 경우 이러한 사용자들은 이미 IERS에서 UT1-UTC를 다운로드하여 소프트웨어에서 수정 사항을 적용한다.

## 같이 보기
- 클럭 드리프트, 시계가 다른 시계에 비해 시간이 흐르거나 멈추는 현상
- DUT1, 협정 세계시(UTC)와 세계시(UT1)의 차이를 설명한다.
- 역표시
- 윤년, 하루 또는 한 달이 추가된 해

## 내용주
1. ↑  그레고리력의 윤일만 2월 28일 이후에 시작된다. 다른 달력의 윤일은 해당 연도의 다른 현지 시간에 시작된다 (에티오피아력, 이란력, 인도 국정력 등).
2. ↑  월스트리트 저널은 당시 미국 관리가 이 제안을 "ITU 내부의 사적인 문제"로 간주했다고 언급했다.[38]
3. ↑  FCC는 접수된 의견을 게시했으며, 이는 2014년 1월 27일부터 2월 18일(포함) 사이에 접수된 항목으로 "received period"를 제한하고 진행 04–286에 대한 검색 엔진을 사용하여 찾을 수 있다.[46]
4. ↑  특별 회의 비디오를 게시하는 것 외에도[49] 호주 통신 및 미디어 당국은 해당 회의의 녹취록과 WRC-15 의제 1.14의 회의 준비 회의 보고서 및 해결책의 초안 내용이 포함된 웹 페이지를 가지고 있다.[50]

## 추가 자료
- Ahuja, Anjana (2005년 10월 30일). “Savouring the last leap second in history”. 《New Straits Times》. F10면.
- Grossman, Wendy M. (2005년 11월 1일). “Wait a Second”. 《Scientific American》. 293권 5호. 12–13쪽. doi:10.1038/scientificamerican1105-24.
- Finkleman, David; Allen, Steve; Seago, John; Seaman, Rob; Seidelmann, P. Kenneth (2011). 《The Future of Time: UTC and the Leap Second》. 《American Scientist》 99. 312–319쪽. arXiv:1106.3141. doi:10.1511/2011.91.312. S2CID 118403321.
- Kamp, Poul-Henning (2011). 《The One-Second War》. 《Communications of the ACM》 54. 44–48쪽. doi:10.1145/1941487.1941505.
- McCarthy, Dennis D.; Seidelmann, P. Kenneth (2009). 《TIME From Earth Rotation to Atomic Physics》. Weinheim: Wiley-VCH. doi:10.1002/9783527627943. ISBN 978-3527407804.